# Henri Victor Vallois
Henri Victor Vallois (ur. 1889, zm. 1981) – francuski antropolog i paleontolog.

## Życiorys
Był jednym z głównych edytorów Revue d'Anthropologie z 1932 do 1970 r. i dyrektorem Musée de l’Homme w 1960 r.